# Anarrhotus fossulatus
Anarrhotus fossulatus là một loài nhện trong họ Salticidae.
Loài này thuộc chi Anarrhotus. Anarrhotus fossulatus được Eugène Simon miêu tả năm 1902.